# Synchita fuliginosa
Synchita fuliginosa là một loài bọ cánh cứng trong họ Zopheridae. Loài này được Melsheimer miêu tả khoa học năm 1846.